# Nýřany (stacja kolejowa)
Nýřany – stacja kolejowa w Nýřanach, w kraju pilzneńskim, w Czechach. Znajduje się na magistrali kolejowej Praga - Pilzno, w samym centrum miasta. Położona jest na wysokości 340 m n.p.m.
Na stacji istnieje możliwość zakupu biletów na wszystkiego rodzaju pociągi oraz rezerwacji miejsc. 

## Linie kolejowe
- 180 Plzeň - Domažlice - Furth im Wald
- 181 Nýřany - Heřmanova Huť